# Innobase Oy
Innobase Oy is een Fins bedrijf, ontwikkelaar van InnoDB, dat z'n hoofdkwartier in Helsinki heeft gevestigd. Sinds 2005 is het eigendom van Oracle.

## Geschiedenis
In 1995 richtte Heikki Tuuri Innobase Oy op met als doel InnoDB te ontwikkelen. In September 2000 begon Innobase Oy samen te werken met
MySQL AB, wat maart 2001 resulteerde in een MySQL-versie met InnoDB ingebouwd.
InnoDB was oorspronkelijk een commercieel programma, maar bij gebrek aan klanten verscheen het in het publiek domein ondersteund door MySQL, dat de jaren daarna tracht met Innobase te onderhandelen, tot oktober 2005 Oracle Innobase onder zijn hoede neemt. Oracle krijgt bovendien in januari 2010 Sun, daarvoor eigenaar van MySQL AB, in handen.